# Чопо
Чопо (фр. Tshopo) — провинция ДР Конго, расположенная по берегам среднего течения реки Конго. Административный центр — город Кисангани. Образована в 2015 г. в соответствии с конституционной реформой 2005 г. в результате разделения Восточной провинции. Названа по имени одного из притоков реки Конго. На востоке граничит с провинцией Итури, на западе с провинцией Чуапа, на севере с Нижней Уэле, на юге с Маниемой.

## История
Образована в 1888 году как округ Стэнли-Фоллз (district de Stanley-Falls, 1888—1910). С 1913 года территория будущей Чопо входила в Восточную провинцию. В 1910-1958 — округ Стэнливиль, с 1959 — округ Верхнее Конго. С февраля 1963 по апрель 1967 года образовывала провинцию Верхнее Конго. С 1971 года — округ Чопо. С октября 2015 года — провинция Чопо.

## География и климат
Среднегодовое количество осадков варьирует от 1800 до 2000 мм, среднегодовые температуры — 23-32°C. Выраженный сухой сезон отсутствует. Рельеф равнинный (200-500 м). 
Охраняемые природные территории: биосферный резерват Янгамби площадью 6297 км², лесные заповедники Йоко (6975 га) и Масако (2105 га). На территории провинции частично располагаются национальные парки Маико и Ломами.

## Население
Численность населения — 2,582,000 чел. (2019). Основное население — народы группы банту, проживают также пигмеи (Бафвасенде, Баналия, Опала).
73,3% населения проживает в сельской местности (2017).

## Административное деление
Провинция состоит из 7 территорий: 
- Бафвасенде (Bafwasende)
- Баналия (Banalia)
- Басоко (Basoko)
- Исанги (Isangi)
- Опала (Opala)
- Убунду (Ubundu)
- Яхума (Yahuma)

В составе провинции — 1 город (Кисангани, до 1966 носил название Стэнливиль), 6 городских и 8 сельских коммун, 39 секторов, 19 вождеств (фр. chefferie), 269 групп деревень (фр. groupements) и 2438 деревень.

## Транспорт
Через провинцию проходит национальная автомагистраль RN4 (Кисангани-Итури-Бени-Бутембо-Гома), действует международный аэропорт Бангбока (в 12 км от Кисангани), речной порт под управлением ONATRA.

## Образование
Провинция включает два школьных округа: Чопо-1 (с центром в Кисангани; охватывает территории Бафвасенде, Баналия, Убунду) и Чопо-2 (с центром в Исанги; территории Басоко, Исанги, Опала, Яхума). Действует несколько учреждений высшего образования, включая университет Кисангани (8 факультетов), выступающий площадкой для проведения научных и научно-образовательных мероприятий.
Работают Институт сельскохозяйственных наук в Янгамби (Institut facultaire des sciences agronomiques de Yangambi, IFA-YBI; основан в 1976 году), католический Маристский университет Конго (Université Mariste du Congo, UMC; частный), Свободный университет Кисангани (Université libre de Kisangani, ULK; основан в 1988 году, входит в группу ULK-Kinshasa), Высший институт медицинских технологий в Кисангани (ISTM), Высший педагогический институт Кисангани (ISP Kisangani), Высший институт сельскохозяйственных исследований-Бенгамиса (Institut supérieur d’études agronomiques de Bengamisa, ISEA-Bengamisa) и другие.

## Экономика
Основа экономики — сельское хозяйство. Большая часть доступной для обработки земли не освоена, поэтому сельское хозяйство не обеспечивает основных потребностей населения, до 80% продуктов питания импортируется. Практикуется переложное земледелие на участках 0,5-2 га. В регионе выращивается рис (в особенности на территориях Опала и Баналия), бананы, кукуруза, маниок (повсеместно), батат. В бассейне реки Лова (территория Убунду) культивируется арахис. Среди других культур — гевея (Убунду, Баналия, Бафвасенде), масличная пальма (Исанги, Яхума, Убунду).  Выращиваются также кофе, какао.
Промышленность развита слаба, в основном представлена предприятиями пищевкусовой промышленности. Производится пиво (завод компании BRALIMA в Кисангани), безалкогольные газированные напитки. Пальмовое масло производится на предприятиях Plantations et huileries du Congo (15 916 т в 2019) и Busira Lomami Orientale (9934,4 т в 2019).
В небольших объемах производится текстиль (на импортном сырье; единственное крупное предприятие – Société textile de Kisangani, SOTEXKI).
Действует ГЭС «Чопо» (мощность 15 МВт).